# Woccon
El woccon és una de les dues llengües sioux orientals de l'est dels Estats Units, que juntament amb les llengües sioux occidentals formen la família de llengües sioux. Era parlada pels waccamaw i és testimoniada únicament per un vocabulari de 143 paraules imprès en 1709. L'única font escrita sobre el woccon, i gairebé del poble, és l'obra de l'anglès John Lawson, A New Voyage to Carolina, publicat en 1709, i que conté un vocabulari de 143 paraules woccon.
Lawson situa els woccons al curs inferior del Neuse, als actuals comtats de Greene i Lenoir. Els woccons s'uniren als tuscarores en la seva guerra de 1711-1713 contra els anglesos. Després d'aquesta data ja no es fa cap esmena d'aquest poble. Els supervivents es van fondre dins la nació tuscarora.
El vocabulari permet establir que el woccon és proper al catawba.